# Erik Håfström
Erik Gustaf Håfström, född 19 maj 1908 i Älvkarleby församling i Uppsala län, död 18 februari 1979 i Visseltofta församling i dåvarande Kristianstads län, var en svensk författare och målare.
Han var son till handlanden Gustaf Adolf Håfström och Gerda Lindström samt bror till konstnären Stina Håfström och morbror till skådespelaren Axel Düberg.
Erik Håfström brukar mest kallas konstnär men gav även ut böckerna Magdeburgs förstöring – historisk dikt (1947), Crux mea lux – dikter (1948), De fatala tretton (1963), Mollton (1968),  Liemannen – novell från snapphanetiden (1975) och Bortom bergen, bortom horisonten (1977).
Han var från 1937 gift med Helga Karlsson (1908–2001); en son till paret är konstnären Jan Håfström. Erik Håfström är begravd på Visseltofta kyrkogård.